# Britské Somálsko
Britské Somálsko (anglicky British Somaliland) byla britská kolonie (formálně protektorát) v letech 1884 až 1960, (s výjimkou let 1940 a 1941, kdy bylo pod kontrolou fašistické Itálie) nacházející se v Africkém rohu. Britské Somálsko je předchůdcem mezinárodně neuznaného státu Somaliland, který se odtrhl od Somálské republiky a nárokuje si hranice shodné s britským Somálskem.

## Vznik britského protektorátu

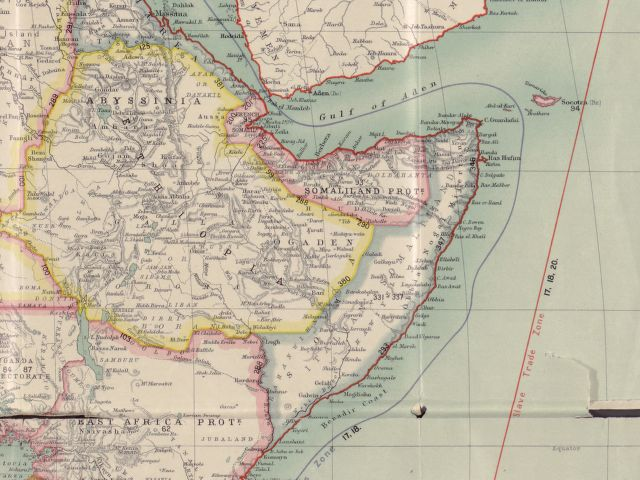
Mapa východní Afriky kolem roku 1900

Území Afrického rohu a Somálska bylo ke konci 19. století kolonizováno několika evropskými koloniálními mocnostmi, především Velkou Británií, Itálií a Francií. Ještě před podrobením území severního Somálska Brity ovládala toto území Osmanská říše a Egypt. Britská přítomnost v Somálsku byla motivována především snahou zabezpečit vjezd do Rudého moře (na protější straně drželi strategický důležitý přístav Aden) a také získat zázemí v oblasti Afrického rohu. Praktický význam nové državy byl však prostý – sloužil jako zásobárna masa a zemědělských plodin pro britské síly v regionu.

## Itálie začíná být hrozbou
V roce 1935 a 1936 dobyla Itálie císařskou Etiopii a spojila tak své kolonie v Eritreji a italském Somálsku. Nově dobyté území bylo spojeno s dřívějšími italskými koloniemi do Italské východní Afriky. Itálie tak odstranila poslední vakuum v oblasti Afrického rohu. V budoucnu bylo jasné, že případná další expanze bude možná jen na úkor Francie nebo Británie.

## Invaze italské armády

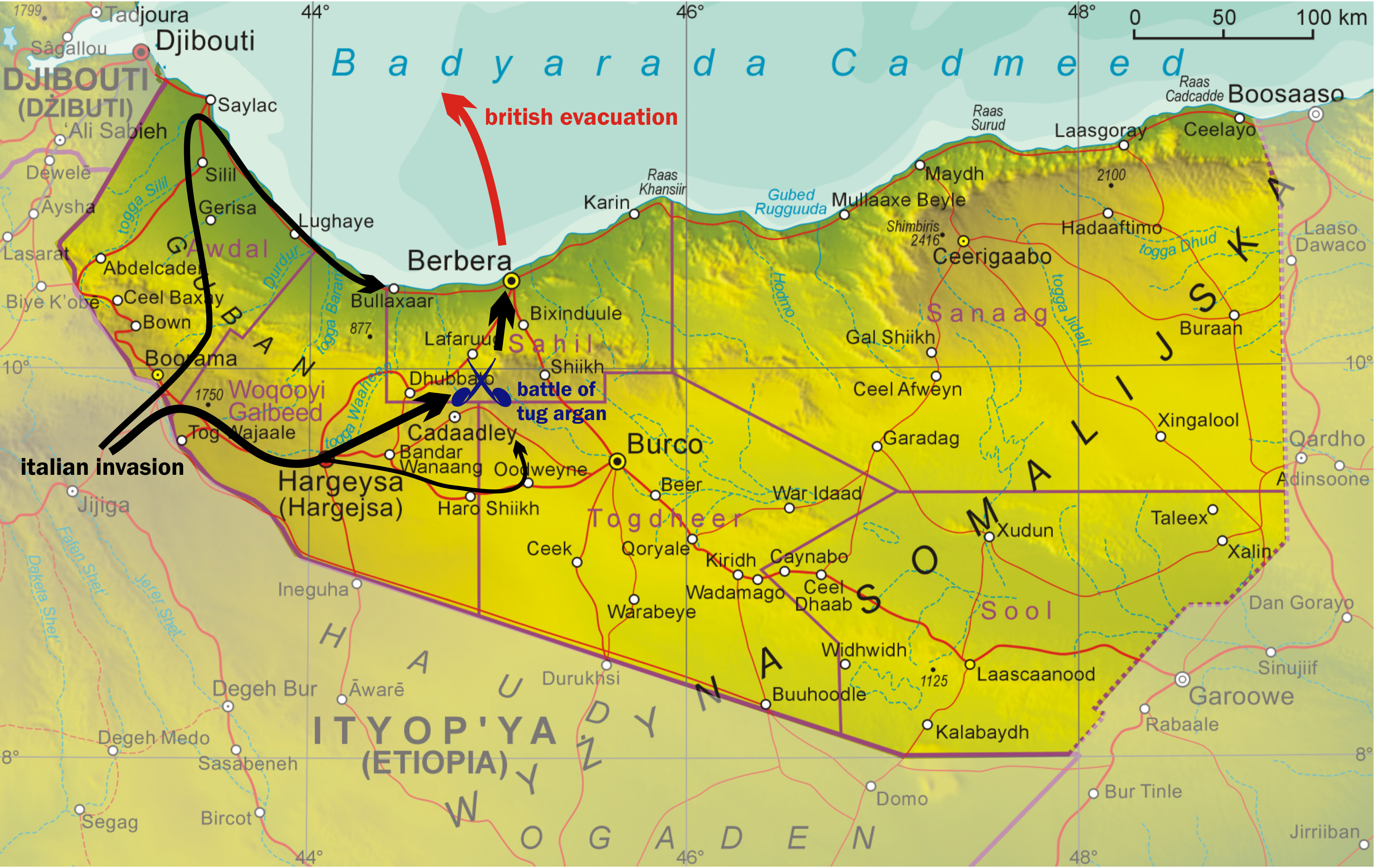
Italská invaze v srpnu 1940

Příležitost přišla během druhé světové války. Východoafrický místokrál Amedeo, vévoda z Aosty rozhodl obsadit pro vylepšení vlastní obrany britské Somálsko, jelikož byla Británie oslabená válkou v severní Africe. Navíc obranu této malé kolonie zastával tzv. Somálský velbloudí sbor, což byla vzdor honosnému názvu jednotka o síle pěšího praporu složená z místních odvedenců. Nepřekvapí, že velitel tohoto sboru, důstojník námořní pěchoty A. R. Charter měl hodnost pouhého podplukovníka.
Velitel britských sil na Středním Východě generál Archibald Wavell si byl vědom neudržitelnosti britského Somálska v tváří tvář početné armádě vévody z Aosty, nicméně zastával názor, že žádné britské území by nemělo být vydáno úplně bez boje (v čemž si vzácně rozuměl s Winstonem Churchillem s kterým měl jinak neustále rozpory). Britové zkrátka do předem ztracené bitvy vyslaly dostupné zálohy – jeden severorhodéský prapor, jeden keňský, dva indické a poslední – elitní prapor Black Watch, patřící ke Královskému skotskému horalskému pluku. Charterův velbloudí sbor byl posílen 17 důstojníky a 20 poddůstojníky z Jižní Rhodesie a sám Charter povýšen na brigádního generála. Horší byla situace s dělostřelectvem. Před italským útokem se do britského Somálska podařilo dovést jen jednu baterii čtyř houfnic ráže 94 mm z Keni a dvě protiletadlová děla ráže 76 mm z Adenu. Zoufalou situaci nejlépe popisuje fakt, že když se kapitán australského torpédoborce Hobart, přivážející do Somálska posily dozvěděl o situaci, nabídl Charterovi tříliberní dělo, užívané k pozdravným salvám s 30 náboji a třemi muži obsluhy, což Charter vděčně přijal. Tento kanon byl připevněn na barel, z kterého ostřeloval protivníka do posledního náboje, poté obsluha padla do italského zajetí.
Charter věděl, že případná invaze italských vojsk bude namířena na přístav Berbera, hlavní středisko kolonie. Nejkratší a nejrychlejší cesta vedla přes soutěsku Tug Argan, kde Charter umístil prakticky veškeré své obranné síly, umístil na pahorcích dvě protiletadlová děla, vybudoval kulometná hnízda a pár set metrů ostnatého metru na zátarasy. Nyní již vše záleželo na odolnosti obránců.
První italské oddíly překročily hranici 3. srpna 1940. Pod velením generálporučíka Guglielma Nasiho se armáda čítající 23 praporů koloniální pěchoty za podpory 21 baterií polního dělostřelectva, roty středních a roty lehkých tanků a 57 letounů rozdělila na tři kolony. První mířila k moři, aby od sebe odřízla britské a francouzské Somálsko. Britové neměli síly ani prostředky je zastavit, takže tato kolona dosáhla již za dva dny přístavní městečko Zeila. Jak Charter správně předpokládal, hlavní kolona vedená generálmajorem de Simonem postupovala na Tug Argan krytá třetí kolonou vojsk.
Po třídenním postupu přerušil de Simone na dva dny postup, aby pokračoval tentokrát s podporou středních tanků. Wavell vyslal do Somálska brigádního generála A. R. Godwin-Austena, dosavadního velitele britských jednotek v Palestině, aby převzal velení obrany a zároveň naplánoval evakuaci britských sil do Adenu. Godwin-Austen převzal velení 11. srpna 1940, v době kdy Italové zahájili rozhodující útok. Po třech dnech urputných bojů, při kterých se vyznamenali příslušníci velbloudího sboru a praporu The Black Watch, bylo jasné, že se obrana brzy zhroutí a Godwin-Austen dostal povolení k evakuaci. 15. srpna italská vojska definitivně zlomila poslední ohniska odporu a zahájila postup na Berberu. Zatímco vybrané jednotky postup zdržovaly na narychlo zbudovaných pozicích 50 a 30 km od přístavu, v Berbeře probíhala horečná evakuace jak vojáků, tak civilního obyvatelstva. Celkem bylo ve dnech 15.–18. srpna evakuováno 7 000 osob. Poslední opozdilce odvezl z Berbery torpédoborec Hobart 19. srpna ráno. Italové vstoupili do Berbery 19. srpna 1940 večer.
Britské ztráty po dvou týdnech bojů byly 260 padlých, raněných a nezvěstných. Celkové italské ztráty činily 2052 mužů. Tak vysokou cenu zaplatila italská armáda za své jediné vítězství v roce 1940.

## Britská protiofenzíva
Poté, co britská vojska v lednu 1941 zahájila ve východní Africe rozsáhlou protiofenzívu, bylo otázkou času, kdy se boj přenese i do britského Somálska. 16. března 1941 připlul z Adenu invazní svaz dvou lehkých křižníků a dvou torpédoborců, vezoucí dva prapory britské pěchoty a podpůrné oddíly. Po krátkém ostřelování přístavu a okolí děly všech plavidel si vyloděná pěchota poměrně rychle poradila se slabým odporem. Během týdne byla Berbera znovuzprovozněna a bylo možno přes ní zásobovat africkou 11. divizi bojující v severní Etiopii. 8. dubna se do Berbery vrátil i brigádní generál Charter, aby se stal znovu vojenským guvernérem této kolonie, která zůstala v britských rukou do roku 1949.

## Zánik britského Somálska
Roku 1949 jako poručenské území OSN vrátila Velká Británie bývalé italské Somálsko do správy Itálii a Ogaden již předtím Etiopii.
V květnu 1960 se britská vláda rozhodla připravit britské Somálsko na nezávislost s tím záměrem, že se spojí s Itálií spravovanou části Somálska, které získalo nezávislost 1. července 1960. Britské Somálsko vyhlásilo nezávislost 26. července 1960 jako Somalilandský stát a o týden později se spojilo s italskou částí Somálska do jednotné Somálské republiky.